# Kanton Draguignan
Kanton Draguignan (fr. Canton de Draguignan) je francouzský kanton v departementu Var v regionu Provence-Alpes-Côte d'Azur. Tvoří ho pět obcí.

## Obce kantonu
- Ampus
- Draguignan
- Flayosc
- La Motte
- Trans-en-Provence